# Clemens Hagen
Clemens Hagen (* 3. Juli 1966 in Salzburg) ist ein österreichischer Cellist und Universitätsprofessor am Mozarteum in Salzburg.

## Leben und Werk
Clemens Hagen ist der Sohn eines Solobratschisten und Konzertmeisters des Mozarteum-Orchesters, Salzburg. Mit sechs Jahren erhielt er Unterricht von seinem Vater. Bereits mit acht Jahren begann er sein Studium am Mozarteum. Später wechselte er an das Basler Konservatorium, zu seinen Lehrern gehörten u. a. Wilfried Tachezi und Heinrich Schiff. 1983 erhielt er den Spezialpreis der Wiener Philharmoniker und den Dr. Karl Böhm Preis. Zusammen mit seiner Schwester Veronika Hagen, seinem Bruder Lukas Hagen und Rainer Schmidt bildet er das bekannte Hagen-Quartett.
Als Solist konzertierte Clemens Hagen unter anderem mit den Berliner Philharmonikern, den Wiener Philharmonikern, den Wiener Symphonikern, der Deutschen Kammerphilharmonie Bremen, dem Chamber Orchestra of Europe, dem Cleveland Orchestra und dem SWR Sinfonieorchester Baden-Baden und Freiburg. Seit 2003 gehört Clemens Hagen außerdem zum Ensemble des Lucerne Festival Orchestra.
Mit Paul Gulda spielte Clemens Hagen die gesamten Werke Ludwig van Beethovens für Violoncello und Klavier ein und mit Stefan Vladar sämtliche Werke Robert Schumanns für Violoncello.
Neben seiner musikalischen Tätigkeit lehrt Clemens Hagen, seit 1988, als Hochschulprofessor die Fächer Violoncello und Kammermusik an der Universität Mozarteum. Er gab auch Meisterkurse in Amerika und Japan. Clemens Hagen spielt ein Violoncello von Antonio Stradivari aus dem Jahre 1698 (eine private Leihgabe).
Seine Tochter Julia (* 1995) ist auch Cellistin.